# 苏瓦乌基市镇
苏瓦乌基市镇（波蘭語：Gmina Suwałki）是波兰波德拉谢省的一个乡村型市镇，隶属于苏瓦乌基县，治所位于同名城市苏瓦乌基，然而此市不在该市镇辖境之内。总面积为264.82平方公里，截至2019年6月30日总人口为7706人。